# Palazzo Cristoforo Spinola
Il palazzo Cristoforo Spinola è un edificio sito in piazza della Nunziata al civico 6 nel centro storico di Genova. L'edificio fu inserito, ed è tuttora, nella lista dei palazzi iscritti ai Rolli di Genova.

## Storia e descrizione
In origine proprietà di Cristoforo Spinola, il palazzo deve la propria fama a Tomaso Pallavicini che lo ricostruisce quasi integralmente tra il 1620 e il 1621.
Collocato nell'area del "Guastato" fino a qualche anno prima confine dell'espansione "pianificata", l'edificio godeva già allora di una posizione invidiabile, trovandosi a un crocevia strategico per i nuovi collegamenti interni (via Balbi - largo della Zecca).
Il palazzo, già dal 1614 sede di riunione dei governatori della famiglia Pallavicini, subisce nel corso degli ultimi tre secoli rimaneggiamenti che rendono irriconoscibile la planimetria dell'edizione rubensiana: di questa rimane l'impostazione generale (corpo basso della terrazza a livello del secondo piano nobile e collocazione laterale dello scalone). La facciata monocroma ha cancellato le antiche decorazioni a fresco realizzate tra il 1837 e il 1838.
Nella prima metà del XX secolo l'edificio è oggetto, insieme con Palazzo Filippo Lomellini, di nuovi interventi determinati dalla mutata viabilità introdotta nella zona: su Palazzo Filippo Lomellini viene realizzato l'attuale avancorpo, sempre attestante su via Bensa, e sull'avancorpo di Palazzo Cristoforo Spinola, che affaccia sulla medesima via, viene realizzato nel 1930 un nuovo porticato pedonale pubblico, anch'esso tuttora esistente.
Divenuto proprietà, dal 1880 fino al 2007, dell'Acquedotto De Ferrari Galliera (oggi Mediterranea delle Acque SpA), e dal 2007 al 2015 della società Fabrica Immobiliare Sgr SpA, facente capo al gruppo Caltagirone / Monte Paschi, dagli ultimi interventi straordinari di natura edile, risalenti alla prima metà del Novecento, l'edificio non ha subito ristrutturazioni degne di nota fino al 2015; dal punto di vista impiantistico, in tale intervallo di tempo, si segnalano invece la realizzazione dello storico ascensore in legno (sostituito nel 2016), e dell'impianto di rete dati telematica (tuttora in uso), realizzato dall'Ateneo genovese (locatario dell'edificio) all'inizio degli anni Novanta.
Nel 2015 il palazzo è stato acquistato, mediante la società Editio Srl, dall'editore saviglianese Nino Aragno  che ha proceduto alla rivalorizzazione dell'immobile grazie ad alcune opere edili ed impiantistiche, iniziate nel 2016 e completate nel 2017, consistenti nel rifacimento della facciata monocroma e relative decorazioni, dell'intonaco e relative decorazioni di scalone ed atrio, e nella sostituzione dello storico ascensore in legno con un nuovo impianto moderno, che è stato inoltre portato fino al piano terra, con accesso a pochi metri alla sinistra del portone principale (Vico della Fortuna 3), per consentire l'accesso agli uffici del Palazzo da parte degli studenti disabili (in precedenza assicurato dall'entrata nel confinante Palazzo Filippo Lomellini di cui l'Ateneo è stato locatario fino alla fine del 2016).
L'edificio si articola su un piano interrato (adibito ad uso fondi/cantine) e su quattro piani fuori terra (numericamente computati escludendo il piano terra ed il piano terra ammezzato), con il prospetto principale caratterizzato dall'avancorpo (concluso da un'ampia terrazza piana situata su due livelli) che si sviluppa sul piano terra, sul piano terra ammezzato e sul primo piano: i primi due (piano terra e piano terra ammezzato) affacciano, lato via Bensa, sul portico pedonale, mentre l'ultimo (il primo piano) affaccia direttamente sulla via. Il quarto piano è un attico circondato da terrazza. 
Al piano terra, dal portone ad arco incorniciato in marmo bianco, anch'esso frutto della ristrutturazione del 1930 testimoniata dalla soprastante targa in pietra in numerazione romana, parte lo scalone in singola rampa rettilinea che conduce all'atrio rettangolare del palazzo, ubicato al piano terra ammezzato: a destra si accede ai locali dell'avancorpo del piano terra ammezzato, mentre a sinistra si sale, su una scala a pozzo in pianta ad area quadrata al centro della quale è collocato l'ascensore, ai piani superiori dell'edificio (primo, secondo, terzo e quarto). Dal primo piano (primo piano nobile), nei locali di minor pregio (privi di affreschi e stucchi), è stato storicamente ricavato un ulteriore piano intermedio, il primo piano ammezzato, anch'esso accessibile dalla scala principale del palazzo, ma unico non accessibile direttamente per mezzo dell'ascensore.
Negli ultimi decenni l'edificio è stato sede storica, insieme col contiguo Palazzo Filippo Lomellini, delle Segreterie Amministrative delle Facoltà dell'Università degli Studi di Genova, trasferitesi tra il 2015 ed il 2016 presso altre sedi. Escluso il piano terra, che ospita esclusivamente attività commerciali, il palazzo è tuttora interamente locato all'Ateneo in virtù di un contratto di locazione attivo fino al 2021, ed è attualmente sede, oltreché di uffici di strutture universitarie (Ufficio Sviluppo Cooperazione Internazionale, ubicato al primo piano), di uffici amministrativi specificamente destinati ai servizi per gli studenti: Settore Accoglienza Studenti Stranieri (SASS), Settore Attività Internazionali per la Didattica e Settore anagrafe reddituale, tasse, contributi e benefici universitari, tutti ubicati al primo piano; Settore Mobilità Internazionale (Erasmus) e Settori Scuole di Specializzazione, Formazione Insegnanti e Master e Dottorati ed Esami di Stato (ex Alta Formazione), ubicati al secondo piano; Settore Orientamento agli Studi Universitari, Settore Placement e Servizi di Orientamento al Lavoro, e Settore Studenti Disabili e Studenti con DSA, ubicati al terzo piano; il IV Piano infine ospita il Settore Offerta Formativa e gli uffici dirigenziali.
Il palazzo non è aperto alle visite da parte del pubblico, tuttavia alcuni interni sono visibili negli orari di apertura degli uffici, in quanto sede dell'attività di sportello destinata ai servizi per gli studenti. Internamente, i locali di pregio, stuccati ed affrescati, sono solo tre e si trovano tutti al primo piano (piano nobile): di questi, due ospitano uffici di back office e non sono dunque visibili; il terzo invece è visibile, in quanto sede dell'attività di front office del Settore Accoglienza Studenti Stranieri.